# بات دويل
بات دويل (بالإنجليزية: Pat Doyle)‏ هو لاعب غولف أيرلندي، ولد في 10 مارس 1889، وتوفي في 29 مارس 1971 في ماونت فيرنون في الولايات المتحدة.